# Красов, Андрей Леонидович
Андрей Леонидович Красов (род. 27 января 1967 года, село Землянка, Новосергиевский район, Оренбургская область) — российский военный и политический деятель, Герой Российской Федерации (2008), полковник. Депутат Государственной Думы Российской Федерации VI и VII созывов, первый заместитель председателя Комитета Государственной Думы Российской Федерации по обороне (2011—2021). Член фракции «Единая Россия». Начальник Рязанского высшего воздушно-десантного командного училища (2010—2012).
Из-за нарушения территориальной целостности Украины во время российско-украинской войны находится под персональными международными санкциями всех стран Европейского союза, Великобритании, США, Швейцарии, Австралии, Японии, Украины, Новой Зеландии.

## Биография
Родился 27 января 1967 года в селе Землянка Новосергиевского района Оренбургской области. В 1984 году закончил Переволоцкую среднюю школу № 2 в поселке Переволоцкий Оренбургской области.
Окончил Рязанское высшее воздушно-десантное командное училище в 1988 году.
Служил в 51-м гвардейском парашютно-десантном полку 106-й гвардейской воздушно-десантной дивизии, где прошёл путь от командира взвода и заместителя командира 6-й парашютно-десантной роты до командира 3-й парашютно-десантной роты и командира 3-го парашютно-десантного батальона.
Окончил Военную академию им. Фрунзе. С 2005 года по 2008 год командовал 234-м гвардейским парашютно-десантным полком. В 2008—2009 годах — заместитель командира 76-й гвардейской десантно-штурмовой дивизии («Псковская дивизия»).
В должности полковника участвовал в Войне в Грузии в августе 2008 года на югоосетинском фронте.
Указом Президента Российской Федерации от 5 сентября 2008 года Красову было присвоено звание Героя Российской Федерации «За смелые и решительные действия в ходе проведения миротворческой операции» в Южной Осетии.
Сам Андрей Красов так описывал своё участие в войне:
| «Во время операции по принуждению Грузии к миру я командовал одной из батальонных тактических групп 76-й дшд. Блокировав населенные пункты между Цхинвалом и Гори, мы в качестве передового отряда обеспечили выдвижение сухопутных войск, а затем разоружили 1-ю мотопехотную бригаду противника. В плане полевой выучки, считаю, мы были к этой войне готовы. Но отвоевали с минимумом потерь (2 погибших) все же прежде всего из-за панического бегства противника. Потому что от Цхинвала до Гори наступали, можно сказать, вслепую, не имея никакой информации о противнике, и применяя артиллерию только прямой и полупрямой наводкой — по визуально видимым или предполагаемым целям. Кульминационными же по напряженности стали предпоследние сутки. Заняв на ночь круговую оборону под Мегврикиси, ближе к полуночи услышали доносившийся из зеленки шум танковых двигателей. По мобильному телефону — связь не работала — попросил штаб группировки прислать самолёт-разведчик. Прилетал он или нет, не знаю, но я до сих пор уверен, что если бы не решение Саакашвили капитулировать, в ту ночь нам пришлось бы отражать танковую атаку грузин». — Газета «Красная Звезда». 8 августа 2009 г. |
| «В зоне своей ответственности мы двумя тактическими группами общей численностью порядка семисот человек сумели полностью дезорганизовать оборону противника, выполнив тем самым те боевые задачи, которые перед нами стояли. Сколько грузин нам противостояли, в тот момент мы не задумывались. Знаю точно лишь то, что численность только той бригады первой пехотной дивизии, базу которой мы захватили в Гори, была более четырёх тысяч человек. Причём это были достаточно опытные солдаты… До захвата базы рассуждать, кто трус, а кто герой, было просто некогда. Мы с боем пробивались в заданном направлении и думали только о том, как выполнить задачу и при этом сберечь своих людей». — Они защищали Отечество. Фотоальбом. Часть 6. |

В январе 2010 года Указом Президента Российской Федерации № 52 Герой Российской Федерации гвардии полковник Красов назначен начальником Рязанского высшего воздушно-десантного командного училища (военного института) имени генерала армии В. Ф. Маргелова.
Является почётным гражданином Переволоцкого района Оренбургской области.
В декабре 2011 года избран депутатом Государственной думы России VI созыва по спискам партии «Единая Россия» от Общероссийского народного фронта в Рязанской области. После этого указом президента Российской Федерации была временно приостановлена его служба в Вооружённых Силах Российской Федерации в связи с переходом на государственную службу.
В 2016 году избран депутатом Государственной Думы VII созыва от партии «Единая Россия». На выборах в Государственную думу в 2021 году идёт по одномандатному избирательному округу № 156 (Рязанская область).
Женат, воспитывает дочь.

## Законотворческая деятельность
С 2011 по 2019 год, в течение исполнения полномочий депутата Государственной Думы VI и VII созывов, выступил соавтором 99 законодательных инициатив и поправок к проектам федеральных законов.
В январе 2018 года во главе коллектива из 67 депутатов внёс законопроект, по которому потенциальным призывникам повестки можно будет вручать заказными письмами с уведомлением о вручении по месту жительства. Повестку, отправленную по почте, предлагается считать вручённой, если её получил призывник, совершеннолетний член его семьи, его уполномоченный представитель, также предполагалось её вручение по месту работы. В случае вручения повестки после даты, когда призывник должен был явиться на призывной пункт, то он обязывается явиться в военкомат в течение трёх рабочих дней. Если повестка была вручена после окончания периода военного призыва или не была вручена вообще, то призывник должен будет явиться в военкомат не позднее дня начала очередного призыва на военную службу. Хотя отзыв правительства РФ и имел ряд оговорок, напрямую против закона оно не выступило. 3 апреля законопроект был принят парламентом в первом чтении с нарушением регламента (законопроект рассматривался вечером в районе 20:00, когда заседание уже должно было закончиться), на обсуждение документа депутаты потратили 2,5 минуты, не задав докладчику ни одного вопроса. Закон поддержало 341 депутат при одном воздержавшемся. Депутатская инициатива была раскритикована правозащитниками из-за угрозы «штампования» административных дел и попадания в войска негодных к службе, которых военкоматы не смогут отсеять из-за повышенного наплыва потенциальных призывников.
Сейчас 2021 год. Ноябрь. И вот в Госдуме идет обсуждение и принятие законопроекта о заморозке понижающего коэффициента для исчисления военных пенсий:
— Экономия на ком? На семьях военнослужащих! Вдумайтесь! Коллеги, как за это можно голосовать? — говорит депутат Гартунг… Но представитель Комитета по обороне, депутат Красов А. Л., который должен отстаивать права и действующих военнослужащих и военных пенсионеров, и членов их семей, предлагает снова заморозить выплаты военным пенсионерам. Позор!
В 2023 г. внес в Государственную думу законопроект о повышении возраста призыва в армию до 30 лет.

## Международные санкции
Из-за нарушения территориальной целостности и независимости Украины во время российско-украинской войны находится под персональными международными санкциями разных стран.
- С 25 февраля 2022 года, на фоне вторжения России на Украину, включён в санкционный список стран Евросоюза в ответ на решение России признать территории Донецкой и Луганской областей Украины и на решение об отправке туда российских войск[10][11].
- С 4 марта 2022 года находится под санкциями Швейцарии[12].
- С 11 марта 2022 года внесён в санкционный список Великобритании «за признание независимости двух сепаратистских регионов в Украине»[13].
- С 12 апреля 2022 под персональными санкциями Японии[12].
- С 4 мая 2022 года находится под санкциями Австралии[12].
- С 7 сентября 2022 года указом президента Украины Владимира Зеленского находится под санкциями Украины[14].
- С 30 сентября 2022 года был внесён в санкционный список США в ответ на «фиктивные референдумы» и «аннексию территорий Украины российскими оккупационными силами»[15][16][17]. Государственный департамент отмечает что депутаты единогласно приняли закон о фейках, а некоторые депутаты сыграли ключевую роль в распространении российской дезинформации о войне[18].
- С 12 октября 2022 года находится под санкциями Новой Зеландии[12].
- С 23 февраля 2023 года находится в санкционном списке Канады «соратников режима», так как он «голосовал за законодательство связанное с вторжением и попыткой аннексии четырех регионов Украины»[19][20].

## Награды
- Герой Российской Федерации (5 сентября 2008 года)
- Орден Александра Невского (26 августа 2016 года) — за активную законотворческую деятельность и многолетнюю добросовестную работу[21]
- Орден «За военные заслуги»[источник не указан 979 дней]
- Орден Почёта[источник не указан 979 дней]
- Орден «Уацамонга» (20 февраля 2019 года, Южная Осетия) — за мужество и героизм, проявленные при отражении агрессии Грузии против народа Южной Осетии в августе 2008 года[22]
- Медаль «За боевые заслуги»[источник не указан 979 дней]
- Медаль ордена «За заслуги перед Отечеством» I степени[источник не указан 979 дней]
- Медаль ордена «За заслуги перед Отечеством» II степени
- Медаль «За отличие в воинской службе» 2-й степени
- Медаль «За отличие в военной службе» 1-й степени[источник не указан 979 дней]
- Медаль «За отличие в военной службе» 2-й степени
- Медаль «За отличие в военной службе» 3-й степени[источник не указан 979 дней]
- Медаль «За укрепление боевого содружества»
- Медаль «Генерал армии Маргелов»[источник не указан 979 дней]
- Медаль «За службу на Северном Кавказе»
- Благодарность Правительства Российской Федерации (17 декабря 2016 года) — за заслуги в законотворческой деятельности и многолетний добросовестный труд[23]